# Gulella taitensis
Gulella taitensis é uma espécie de gastrópode da família Streptaxidae.
É endémica do Quénia.
Os seus habitats naturais são: florestas secas tropicais ou subtropicais.
Está ameaçada por perda de habitat.